# Jade Ramsey
Jade Nicole Ramsey (Bournemouth, Dorset; 10 de febrero de 1988), más conocida como Jade Ramsey, es una actriz inglesa, conocida por su papel de Patricia Williamson en la serie House of Anubis.

## Carrera
Ramsey tuvo su primer papel profesional en la película X-Men 2 vista por un millón de adolescentes y adultos, sin embargo, no fue acreditada en ella. Su fama se fue elevando poco a poco e iba pasando lentamente de los papeles pequeños al protagonismo.
Jade hace el papel de "Patricia Williamson" en Misterio en Anubis. Jade es más pequeña que Nikita solo por 21 minutos.

## Filmografía
Películas
| Año  | Título                                | Papel          | Notas                       |
| ---- | ------------------------------------- | -------------- | --------------------------- |
| 2003 | X-Men 2                               | Gemela X-Kid   | No acreditada               |
| 2004 | Vanity Fair                           | Chica          | No acreditada               |
| 2004 | Bridget Jones: The Edge of Reason     | Gemela #2      | No acreditada               |
| 2006 | The Man Who Sold the World            | Tapoge         | Secundario                  |
| 2009 | Gamer                                 | Kumdumpsta #2  | Secundario                  |
| 2009 | Soul Fire Rising                      | Trio #2        | Cortometraje                |
| 2010 | The Myth of the American Sleepover    | Anna Abbey     | Principal                   |
| 2010 | All About Evil                        | Veda           | Principal                   |
| 2010 | Svetlana and Ivanka II: American Icon | Clara          | Cortometraje                |
| 2011 | Baby Monitor                          | Novia          | Cortometraje. Papel de voz. |
| 2011 | Chromeskull: Laid to Rest 2           | Laurie         | Secundario                  |
| 2013 | A Haunting at Silver Falls            | Heather Dahl   | Principal                   |
| 2017 | The Sex Trip                          | Edna Greenleaf | Principal                   |
| 2018 | A Haunting at Silver Falls 2          | Heather Dahl   | Principal                   |
| 2018 | Stan the Man                          | Candy          | Principal                   |

Series
| Año       | Título                          | Papel                                         | Notas                                              |
| --------- | ------------------------------- | --------------------------------------------- | -------------------------------------------------- |
| 2007      | Mad Men                         | Gemela 1                                      | Episodio: "Shoot" (No acreditada)                  |
| 2007      | Teen Nick                       | Host                                          | Miniserie                                          |
| 2008      | Mystery ER                      | Estudiante adolescente                        | Episodio: "Dead in Ten/Speed Bump" (No acreditada) |
| 2008      | Zoey 101                        | Extra. Una de las gemelas (Con Nikita Ramsey) | 1 episodio                                         |
| 2007-2009 | Movie Mob                       | Brit_twin                                     | Reality-TV                                         |
| 2009      | The Romantic Foibles of Esteban | Chica guapa                                   | Episodio: Lush                                     |
| 2011      | Anubis Unlocked                 | Ella misma/Patricia                           |                                                    |
| 2011-2013 | House of Anubis                 | Patricia Williamson                           | Principal                                          |
| 2018      | I Feel Bad                      | Amelia                                        | Episodio: "My Kids Barely Know Their Culture"      |